# 丹波史紀
丹波 史紀（たんば ふみのり、1973年 - ）は、日本の社会学者。専門は社会福祉、公的扶助。貧困・低所得層の社会的自立を主な研究テーマとする。
愛知県海部郡甚目寺町（現あま市）出身。父は部落解放運動家の丹波正史。2003年、日本福祉大学大学院社会福祉研究科博士後期課程中退。修士（社会福祉学）。1998年、名古屋市あけぼの学園（知的障害児施設）児童指導員、2001年、名古屋文化学園医療福祉専門学校専任講師、2002年、姫路日ノ本短期大学専任講師を経て、2004年、福島大学行政社会学部に助教授として着任。同大学行政政策学類准教授（- 2017年）。2017年、立命館大学産業社会学部人間福祉専攻准教授。
うつくしまふくしま未来支援センター地域復興支援担当マネージャーを務め、2009年から反貧困ネットワークふくしま共同代表を務める。全国人権連事務局次長。

## 著書

### 共著
- 『人権と介護』地域人権ネット、2009年。
- 『公的扶助論』ミネルヴァ書房、2009年。
- 『現場がつくる新しい社会福祉』かもがわ出版、2009年。
- 『よくわかる公的扶助』ミネルヴァ書房、2008年。

## 出演番組
- 「大震災・原発事故から1年〜これから福島はⅡ〜」テレビユー福島、2012年3月10日。